# Seznam R&B hudebníků
Toto je seznam některých R&B a Modern R&B hudebních skupin.

## Rhythm and blues

### R&B umělci (40. léta, 50. léta)
- Johnny Ace
- LaVern Baker
- Jesse Belvin
- Brook Benton
- Tiny Bradshaw
- Charles Brown
- Roy Brown
- Ruth Brown
- Ray Charles
- Arthur Crudup
- Cecil Gant
- Rosco Gordon
- Wynonie Harris
- Screamin' Jay Hawkins
- Clarence "Frogman" Henry
- Ivory Joe Hunter
- Etta James
- Little Richard
- Fats Domino
- Lloyd Price

### R&B, Doo Wop (50. léta)
- The Penguins
- The Cadillacs
- The Five Satins
- The Clovers
- The Harptones
- The Five Keys
- The Crests
- Frankie Lymon & The Teenagers
- The Dells

### R&B umělci (60. léta)
- James Brown
- Wilson Pickett
- Joe Tex
- Aretha Franklin
- Sam Cooke
- Otis Redding
- The Funk Brothers(Motown)
- Ray Charles
- The Bar-Kays
- The Supremes

### Blue-eyed R&B umělci (60. léta～)
- Righteous Brothers
- The Rascals
- The Animals
- Steve Winwood
- Spencer Davis Group
- Van Morrison
- Them
- Hall & Oates
- Grass Roots
- Hamilton, Joe Frank & Reynols
- Frankie Miller
- Tina Marrie
- Alison Moyet
- Joss Stone

### R&B umělci (70. léta)
- James Brown (aktivní od 50. let)
- Wilson Pickett
- Joe Tex
- Rose Royce
- The Trammps
- Stevie Wonder (aktivní od 60. let)
- The Temptations (aktivní od 60. let)
- Four Tops
- Chaka Khan
- Spinners
- Kool & The Gang
- Funkadelic
- Stylistics
- The Jackson 5
- Brothers Johnson

### R&B/post-disco umělci (80. léta)
- Michael Jackson
- The Pointer Sisters
- Shalamar
- Skyy
- Deniece Williams
- Ray Parker, Jr.
- Fat Larry's Band
- Evelyn "Champagne" King
- The Manhattans
- D. Train
- Prince
- The Whispers
- Tina Turner (aktivní od 60. let)
- Lakeside
- The SOS Band

## Současné R&B

### R&B umělci - počátek (80. léta)
- Janet Jacksonová
- Jermaine Jackson
- Keith Sweat
- Freddy Jackson
- Whitney Houston
- Surface
- Mtume
- Loose Ends
- Luther Vandross
- George Clinton
- Soul II Soul
- Bobby Brown

### New Jack Swing
- Today(R&B)
- Guy
- Wreckx-N-Effect
- Keith Sweat
- Basic Black
- Jeff Redd
- Bobby Brown
- Johnny Kemp
- Michael Jackson
- SWV
- Big Daddy Cane
- Kool Moe Dee
- Johnny Gill
- Bell Biv DeVoe

### R&B umělci (90. léta ～)
- Aaliyah
- Akon
- Alicia Keys
- Anastacia
- Ashanti
- Ariana Grande
- Beyoncé
- Black Eyed Peas
- Craig David (také hudebník tzv. 2 stepu)
- Demi Lovato
- Des'ree
- Destiny's Child
- Fergie
- Jamie Foxx
- Keri Hilson
- Janet Jacksonová
- R. Kelly
- Macy Gray
- Mary J. Blige
- Ne-Yo
- Rihanna
- Seal
- Selena Gomez
- Timbaland
- Toni Braxton
- Usher
- Vanessa Hudgens
- Jeremih
- Chris Brown
- The Weeknd

### Blue-eyed R&B umělci (90. léta ～)
- Christina Aguilera
- Jennifer Lopez
- Jessie J, Anglie
- Justin Timberlake
- Katy Perry
- Nelly Furtado
- Pussycat Dolls
- Ricky Martin - Umělec R&B s albem Life z roku 2005

### Alternative R&B
- Erykah Badu
- Estelle
- Gnarls Barkley